# أحمد منصور (شخصية فلسطينية)
أحمد منصور (2 يوليو 1976 في الطيرة  في كفار سابا، فلسطين) هو طبيب نفسي وكاتب ألماني. يعيش في ألمانيا منذ عام 2004 وهو مواطن ألماني منذ عام 2017. يصف نفسه بالخبير الإسلامي نظرا لطبيعة عمله مع اللاجئين في ألمانيا ومع مشاريع ومبادرات ضد التطرف والقمع باسم الشرف ومعاداة السامية في المجتمع الإسلامي في المانيا, له اراء مثيرة للجدل في الاعلام الالماني حيث يعرف نفسه بالعربي الاسرائيلي و اظهار تعاطفه الدائم مع دولة إسرائيل عدا عن ربطه معاداة السامية في ألمانيا بالمهاجرين و اللاجئين من اصول عربية و مسلمة.
أثيرت عددٌ من الشكوك حول ادعاءاته بالخبرة في المجالات التي تتعق بالمجتمعات الإسلامية والتيارت الإسلامي، حيث وصفته المفوّضة الاتّحاديّة لمكافحة التمييز العنصريّ، فيردا أتامان مع شخصيات أخرى (قبل تسلمها لمهام منصبها) بأنهم "شهود ملوك (زور) في نقد الإسلام"
كما انتقدت الصحافيّة وبروفيسورة العلوم الإسلاميّة، كاتايون أميربور، أحمد منصور عام 2015 ضمن مادّة نشرتها بعنوان "الاسلام يساوي العنف: الانسجام القاتل بين المحاربين والنقّاد"، وتحدّثت فيها عن مدى خطورة مساواة الإسلام بالتطرّف الإسلاميّ، بسبب مقال نشره منصور يدّعي فيه أنّ أفكار تنظيم "الدولة الإسلاميّة" (داعش) تستند إلى الإسلام السائد، الذي يمارسه الكثيرون من المسلمين في ألمانيا.
كما قدمت مبادرة بريدج من جامعة جورج تاون في واشنطن، وهي مشروع بحثيّ متخصّص في الإسلاموفوبيا، في عام 2020 بيان حقائق موسّع تنتقد فيه دور منصور، حيث اتّهمته بنشر الإسلاموفوبيا وكراهية المسلمين، ووثّقت له عدّة كتابات ولقاءات إعلاميّة وصحافيّة، استشهدت من خلالها بتعزيزه للمناخ المعادي للمسلمين في ألمانيا، وأنّه يرى في المسلمين الألمان واللاجئين المسلمين معادين للساميّة بشكل مميّز، مقارنةً بالمجتمع الألمانيّ عمومًا.

## حياته
ولد أحمد منصور عام 1976 لأبوين من عرب 48 في مدينة الطيرة العربية . نشأ وترعرع في أسرة عربية فلسطينية مسلمة.
انتقل إلى ألمانيا في عام 2004 وتابع دراسته في برلين في عام 2005. منذ عام 2015 عمل كمساعد باحث في مركز الثقافة الديمقراطية في برلين وكمستشار  مدير برنامج في المؤسسة الأوروبية للديمقراطية في بروكسل . يركز عمله على السلفية ومعاداة السامية ، وكذلك على القضايا النفسية والاجتماعية ومشاكل المهاجرين من أصل مسلم. منذ عام 2007 ، كان أيضًا قائدًا لمجموعة HEROES برلين المناهضة للحكومة، التي تعارض بنشاط أي «اضطهاد باسم الشرف». من 2012 إلى 2014 كان منصور مشاركًا في مؤتمر الإسلام الألماني .
منذ 2017 وهو الرئيس التنفيذي لمبادرة منصور لتعزيز الديمقراطية ومنع التطرف (MIND) شركة محدودة، ومقرها في برلين ،  الذي المشاريع وغيرها من قبل وزارة البافارية التكامل وسيتم تشجيع.
منصور متزوج ولديه ابنة. يعيش ويعمل في برلين. لقد كان مواطنًا ألمانيًا منذ عام 2017.

## مجالات العمل

### اضطهاد باسم الشرف
منذ عام 2007 ، كان منصور قائد مجموعة مشروع HEROES في برلين-نيوكولن . يستهدف المشروع الشباب الألمان من الأوساط ذات الهياكل الثقافية الفخرية الصارمة وينبغي أن يعزز المساواة وتقرير المصير . يتحدث منصور غالبًا عن تجاربه مع الأبطال وموضوع قمع الشرف في وسائل الإعلام.

### علاقات مع مؤسّسات داعمة لإسرائيل
عَمِل منصور بحسب عدّة مصادر، بصفته مدير برامج استشاريّ لدى المؤسّسة الأوروبيّة للديمقراطيّة في بروكسل. وفعلًا، حتى الثامن من آذار/ مارس 2022، كان هذا مدرجًا على الصفحة الرسميّة للمؤسّسة، إلّا أنّه حُذِف لاحقًا. بحسب دراسة أكاديميّة صادرة عن جامعة "باث" البريطانيّة، فإنّ المؤسّسة هي واحدة من اللوبيّات الإسرائيليّة في الاتّحاد الأوروبيّ وتعمل على نشر الإسلاموفوبيا، وتربطها علاقات مشبوهة باليمين الأوروبيّ والأميركيّ المعادي للمهاجرين، والداعم لمنظّمات استيطانيّة في الأراضي الفلسطينيّة المحتلّة عام 1967. كما كان منصور متعاوناً مع عدة مؤسسات بحثية ومؤسسات داعمة لإسرائيل، مثل المعهد الدوليّ لمحاربة الإرهاب في هرتسيليا.

## جوائز
- 2012: كرس حاخام برلين دانييل ألتر جائزة بامبي للتكامل لأحمد منصور ومشروع أبطال برلين.[20]
- 2013: جائزة رامير للشجاعة في الدفاع عن الديمقراطية من قبل AJC Berlin Ramer Institute للعلاقات اليهودية الألمانية [21]
- 2014: جائزة موسى مندلسون لمجلس الشيوخ في برلين [22]
- 2015: ميدالية جوزيف نيوبرغر للجالية اليهودية في دوسلدورف (مع حامد عبد الصمد ) [23]
- 2016: جائزة كارل فون أوسيتزكي لمدينة أولدنبورغ للتاريخ المعاصر والسياسة [24]
- 2016: سفير الديمقراطية والتسامح 2016 للتحالف من أجل الديمقراطية والتسامح / الوكالة الفيدرالية للتربية المدنية [25][26]
- 2016: وسام الاستحقاق من ولاية برلين، الذي منحه مجلس الشيوخ في برلين [27]
- : 2017 جوزيف سوس أوبنهايمر جائزة من برلمان ولاية بادن-فورتمبيرغ والمجتمع الديني اليهودي فورتمبيرغ (IRGW) (جنبا إلى جنب مع Tovia بن كورين ) [28]

## المنشورات

### الكتب
- شارك في تأليف: العنف باسم الشرف. حرره نينا شولز، باساجين فيرلاج، فيينا 2014 ، ردمك 978-3-7092-0144-2 .
- جيل الله. لماذا نحتاج إلى إعادة التفكير في الكفاح ضد التطرف الديني. فيشر فيرلاج، فرانكفورت 2015 ، ردمك 978-3-10-002446-6 .
- نص عادي للتكامل. ضد التسامح الكاذب والقلق. S. Fischer Verlag، Frankfurt am Main 2018، ISBN 978-3-10-397387-7 .[29]

### مقالات علمية
- قمع باسم الشرف: التعريف والسبب ونهج الوقاية الممكنة. في: ممارسة التعليم الذي يراعي الفوارق بين الجنسين وبين الثقافات ، وسائل الإعلام التجارية Springer ، فيسبادن 2013 ، ردمك 978-3-531-19798-2 ، ص 143-153 ، دُوِي:10.1007/978-3-531-19799-9_9 .
- Thalma E. Lobel ، شارون Mashraki-Pedhatzur ، Ahmed Mantzur [sic] ، شارون Libby: التمييز بين الجنسين كدالة للنمطية النمطية والسلوك المضاد للكريات : دراسة عبر الثقافات . في: أدوار الجنس. مجلة البحوث ، المجلد. 5/6 ، 2000 ، ص. 395-406، doi: 10.1023 / A: 1026603511217 .

### الكتيبات والمجلات
- شارك في تأليف: «الترك المثالي». التطرف القومي للذئاب الرمادية في ألمانيا. ( تذكار من 29. نوفمبر 2014 في سلسلة مركز الثقافة الديمقراطية. برلين، نوفمبر 2013.
- الوقاية التعليمية تعمل ضد السلفية. في: محتوى ونتائج الندوة: السلفية في ألمانيا. مظاهر ومناهج العمل الوقائي في مجال الشباب. إد. مدينة كولونيا وأوليفي المجتمع ألمانيا ه.   V. ، أكتوبر 2013 ، الصفحات 22-38.
- شارك في تأليف: أنا أعيش فقط من أجل الله. الحجج وجذب السلفية. ( تذكار من 29. نوفمبر 2014 في سلسلة مركز الثقافة الديمقراطية. برلين، 29. سبتمبر 2011.
- مع هاني توما: الصراع في الشرق الأوسط كشاشة عرض. أهداف العمل التربوي مع الشباب من أصول تركية أو عربية أو فلسطينية. في: أميرة - معاداة السامية في سياق الهجرة والعنصرية (ed. ): مناهج تعليمية لعلاج معاداة السامية في عمل الشباب. برلين، أغسطس 2010 ، الصفحات 27-32.
- مع جيني بريدنشتاين: نحن نتحدث لغتهم: الأبطال - ضد الاضطهاد باسم الشرف. مشروع المساواة بين الجنسين من Strohhalm ه.   V. In: Pro youth ، (2010) 2، S. 13-16، journal of the action Youth protection، Landesarbeitsstelle Bayern e.   خامسا، مجموعة البيانات .

### مقالات صحفية
- (مع Cem Özdemir ): ما يمكن أن نطلبه من المهاجرين

<br/> (مساهمة الضيف، FASZ 28. أغسطس 2016)
- «النشاط الجنسي المكبوت يلعب دوراً رئيسياً في التطرف»

<br/> أحمد منصور في حديث مع كريستيان رابهانسل في دويتشلاندفونك كولتور، 13 أغسطس 2016
- الآن تحت لنا. في: دير شبيغل ، 17. يناير 2015.
- التطرف السلفي - وما يمكنك القيام به حيال ذلك.

<br/> في: الوكالة الفيدرالية للتربية المدنية ، 22. أكتوبر 2014.
- الطهارة، الشرف، ازدراء الموت. في: المرآة ، 8. سبتمبر 2014.
- حماس تريد الموت من جانبها.

<br/> في: العالم ، 13. يوليو 2014.
- ضد علم أصول التدريس من العجز. في: FAZ ، 28. فبراير 2014.

## أفلام
- هل يمكن منع التطرف؟ محادثة، ألمانيا، 2014 ، 13:35 دقيقة، رئيس الجلسة: عبد الأحمد راشد، الإنتاج: ZDF ، السلسلة: منتدى يوم الجمعة، البث الأول: 19. سبتمبر 2014 في ZDF ، ملخص الفيديو عبر الإنترنت من ZDF.
- معاداة السامية اليوم - ما مدى معاداة السامية في ألمانيا؟ تقرير تلفزيوني، ألمانيا، 2013 ، 43:50 دقيقة، من تأليف وإخراج جو جول وأحمد منصور وكيرستن إيش، الإنتاج: ARD ، RBB ، البث الأول: 28. أكتوبر 2013 في الأول .[30]

## دليل المواقع
- نصوص عن أحمد منصور (شخصية فلسطينية) في فهرس مكتبة ألمانيا الوطنية
- موقع أحمد منصور
- أحمد منصور نبذة عن المؤسسة الأوروبية للديمقراطية
- الأبطال (برلين)
- منع MIND - موقع على شبكة الإنترنت لمبادرة منصور لتعزيز الديمقراطية ومنع التطرف (MIND) GmbH

## روابط خارجية
- أحمد منصور على موقع IMDb (الإنجليزية)
- أحمد منصور على موقع مونزينجر (الألمانية)